# Helplessness Blues
Albums de Fleet Foxes
Fleet Foxes
(2008)
Helplessness Blues est le deuxième album studio du groupe américain Fleet Foxes, sorti le 3 mai 2011.

## Genèse et enregistrement
En 2009, les Fleet Foxes louent une maison à Port Townsend afin que Robin Pecknold puisse écrire de nouvelles chansons. Passant la plupart du temps en tournée avec le groupe afin de promouvoir leur premier album éponyme Fleet Foxes, il ne peut commencer à travailler avant la fin de l'année. Interrogé en décembre 2009, Pecknold déclare que les chansons devant constituer le second album sont pour moitié écrites. Il décrit ses nouveaux morceaux comme étant « moins pop » (less poppy). Pecknold envisage alors de donner une suite au 1er album durant la seconde moitié de 2010. Il dit vouloir enregistrer rapidement, même si quelques erreurs techniques doivent subsister, afin de donner au disque une cohérence sonore comparable à celle d'Astral Weeks de Van Morrison.
L'enregistrement de Helplessness Blues est long et difficile, il débute en avril 2010 aux Dreamland Recording Studios situés à Woodstock. Il se poursuit à Seattle, aux studios Bear Creek, Reciprocal Recording et Avast Recording, jusqu'en novembre. Le disque est coproduit par le groupe et Phil Ek (en). Malade et épuisé pendant quatre mois, Pecknold doit interrompre les sessions, le temps de retrouver sa voix, ce qui repousse la sortie de l'album. Le groupe est en proie au doute, plusieurs chansons sont réécrites en cours d'enregistrement et le disque est remixé avant sa sortie. Le multi-instrumentiste Morgan Henderson, qui jouait précédemment avec The Blood Brothers et Past Lives (en), rejoint Fleet Foxes en janvier 2011. L'album est édité le 3 mai 2011 par le label Sub Pop aux États-Unis et par Bella Union en Europe.

## Réception
Helplessness Blues est bien accueilli par la critique. Le site Metacritic lui attribue une moyenne de 85 sur 100 (catégorie acclamation universelle). L'hebdomadaire français L'Express décrit une musique « magique, mystique, voire psychédélique », Le Monde évoque un « spleen euphorisant » proche « des Beach Boys, de Dylan, Simon & Garfunkel ou Crosby, Stills & Nash ».
Robin Pecknold est en couverture du magazine Spin à l'occasion de la sortie de l'album.

## Liste des chansons
| No  | Titre                    | Durée |
| --- | ------------------------ | ----- |
| 1.  | Montezuma                | 3:37  |
| 2.  | Bedouin Dress            | 4:30  |
| 3.  | Sim Sala Bim             | 3:14  |
| 4.  | Battery Kinzie           | 2:49  |
| 5.  | The Plains/Bitter Dancer | 5:54  |
| 6.  | Helplessness Blues       | 5:03  |
| 7.  | The Cascades             | 2:08  |
| 8.  | Lorelai                  | 4:25  |
| 9.  | Someone You'd Admire     | 2:29  |
| 10. | The Shrine/An Argument   | 8:07  |
| 11. | Blue-Spotted Tail        | 3:05  |
| 12. | Grown Ocean              | 4:36  |

## Fiche de production

### Interprètes

#### Fleet Foxes
- Robin Pecknold — chant, paroles, composition, synthétiseurs, harpe, prophet
- Skyler Skjelset — guitare, mandoline
- Josh Tillman — batterie, percussions, chant
- Casey Wescott — piano, orgue, harmonium, clavecin
- Christian Wargo — guitare basse, chant
- Morgan Henderson — contrebasse, bois

#### Musiciens additionnels
- Bill Patton — guitare sur Grown Ocean
- Alina To — violon sur Bedouin Dress et The Shrine/An Argument

### Équipe technique
- Phil Ek (en) — producteur, mixage
- Greg Calbi — mastering